# Сельское поселение Ивашевка
Се́льское поселе́ние Ивашевка — муниципальное образование в Сызранском районе Самарской области Российской Федерации.
Административный центр — посёлок Кошелевка.

## История
Статус и границы сельского поселения установлены Законом от 28 февраля 2005 года № 63-ГД «Об образовании городских и сельских поселений в пределах муниципального района Сызранский Самарской области, наделении их соответствующим статусом и установлении их границ».

## Население
| 2010  | 2012  | 2013  | 2014  | 2015  | 2016  | 2017  |
| ----- | ----- | ----- | ----- | ----- | ----- | ----- |
| 1257  | ↘1254 | ↗1287 | ↗1293 | ↗1298 | ↗1310 | ↘1295 |
| 2018  | 2019  | 2020  | 2021  |       |       |       |
| ↘1282 | ↘1258 | ↘1250 | ↗1265 |       |       |       |

## Состав сельского поселения
| № | Населённый пункт | Тип населённого пункта          | Население |
| - | ---------------- | ------------------------------- | --------- |
| 1 | Васильевка       | деревня                         | 1         |
| 2 | ДЭУ-48           | посёлок                         | 23        |
| 3 | Ивашевка         | село                            | 526       |
| 4 | Кошелевка        | посёлок, административный центр | 674       |
| 5 | Петровка         | деревня                         | 0         |
| 6 | Радужное         | село                            | 16        |
| 7 | Троекуровка      | село                            | 17        |